# Залізорудний басейн Верхнього озера
Залізорудний басейн Верхнього озера — один з найбільших залізорудних басейнів світу, розташований на захід від Верхнього озера, переважно в США (штат Міннесота, Вісконсин та Мічиган), а також у Канаді (провінція Онтаріо). Відкритий 1844 року. Розробляється з 1854 року.

## Характеристика
Довжина басейну з заходу на схід сягає близько 600 км, з півночі на південь — близько 300 км. Родовища зосереджені в 6 гірничорудних районах: Месабі, Вермільон, Куюна, Маркетт, Меноміні та Гогібік. Залізні руди приурочені до протерозойської залізорудної формації, потужністю 15-300 м. Рудні тіла представлені магнетитовими кварцитами — таконітами і пов'язаними з ними багатими гематитовими рудами. Найзначніша група родовищ (80 % всього видобутку) зосереджена в районі Месабі (штат Міннесота).

## Технологія розробки
Видобуток руди ведеться відкритим способом. Глибина кар'єрів 200—300 м. Практично вся руда збагачується. Основний продукт переробки руд — котуни. Основний споживачі — металургійні заводи США.